# Campeonato Mundial de Halterofilismo de 2011 - Até 69 kg feminino
A categoria até 69 kg feminino foi um evento do Campeonato Mundial de Halterofilismo de 2011, disputado na Disneyland Resort Paris, em Paris, na França, entre 8 e 9 de novembro de 2011. 

## Calendário
Horário local (UTC+1)
| Dia           | Horário | Fase    |
| ------------- | ------- | ------- |
| 8 de novembro | 21:30   | Grupo C |
| 9 de novembro | 14:00   | Grupo B |
| 9 de novembro | 19:00   | Grupo A |

## Medalhistas
| Evento    | Ouro                 | Ouro   | Prata              | Prata  | Bronze                 | Bronze |
| --------- | -------------------- | ------ | ------------------ | ------ | ---------------------- | ------ |
| Arranque  | Oxana Slivenko (RUS) | 118 kg | Xiang Yanmei (CHN) | 116 kg | Huang Shih-hsu (TPE)   | 116 kg |
| Arremesso | Oxana Slivenko (RUS) | 148 kg | Xiang Yanmei (CHN) | 148 kg | Tatiana Matveeva (RUS) | 143 kg |
| Total     | Oxana Slivenko (RUS) | 266 kg | Xiang Yanmei (CHN) | 264 kg | Tatiana Matveeva (RUS) | 253 kg |

## Recordes
Antes desta competição, o recorde mundial da prova era o seguinte:
| Recorde         | Tipo      | Atleta               | Peso   | Local         | Data                   |
| Recorde Mundial | Arranque  | Oxana Slivenko (RUS) | 123 kg | Santo Domingo | 4 de outubro de 2006   |
| Recorde Mundial | Arremesso | Zarema Kasaeva (RUS) | 157 kg | Doha          | 13 de novembro de 2005 |
| Recorde Mundial | Total     | Oxana Slivenko (RUS) | 276 kg | Chiang Mai    | 24 de setembro de 2007 |

## Resultado
Os resultados foram os seguintes. 
| Pos.              | Atleta                            | Grupo | Peso  | Arranque (kg) | Arranque (kg) | Arranque (kg) | Arranque (kg)     | Arremesso (kg) | Arremesso (kg) | Arremesso (kg) | Arremesso (kg)    | Total |
| Pos.              | Atleta                            | Grupo | Peso  | 1             | 2             | 3             | Resultado         | 1              | 2              | 3              | Resultado         | Total |
| ----------------- | --------------------------------- | ----- | ----- | ------------- | ------------- | ------------- | ----------------- | -------------- | -------------- | -------------- | ----------------- | ----- |
| Medalha de ouro   | Oxana Slivenko (RUS)              | A     | 68.37 | 115           | 118           | 118           | Medalha de ouro   | 140            | 145            | 148            | Medalha de ouro   | 266   |
| Medalha de prata  | Xiang Yanmei (CHN)                | A     | 68.40 | 110           | 114           | 116           | Medalha de prata  | 140            | 148            | 151            | Medalha de prata  | 264   |
| Medalha de bronze | Tatiana Matveeva (RUS)            | A     | 68.63 | 105           | 110           | 113           | 4                 | 138            | 143            | 145            | Medalha de bronze | 253   |
| 4                 | Huang Shih-hsu (TPE)              | A     | 68.45 | 111           | 116           | 116           | Medalha de bronze | 130            | 135            | 140            | 4                 | 251   |
| 5                 | Maryna Shkermankova (BLR)         | B     | 68.14 | 100           | 104           | 107           | 7                 | 120            | 126            | 131            | 6                 | 238   |
| 6                 | Yuliya Artemova (UKR)             | A     | 67.73 | 103           | 107           | 107           | 6                 | 122            | 127            | 131            | 12                | 234   |
| 7                 | Mun Yu-ra (KOR)                   | A     | 68.69 | 100           | 105           | 105           | 18                | 125            | 131            | 133            | 5                 | 233   |
| 8                 | Wang Ya-jhen (TPE)                | A     | 68.28 | 98            | 102           | 105           | 8                 | 127            | 127            | 127            | 14                | 232   |
| 9                 | Irina Nekrassova (KAZ)            | A     | 65.38 | 100           | 107           | 109           | 5                 | 121            | 121            | 129            | 17                | 230   |
| 10                | Mercedes Pérez (COL)              | B     | 67.44 | 95            | 98            | 100           | 12                | 125            | 130            | 134            | 7                 | 230   |
| 11                | Dzina Sazanavets (BLR)            | B     | 68.18 | 99            | 103           | 105           | 9                 | 121            | 126            | 131            | 15                | 229   |
| 12                | Sinta Darmariani (INA)            | B     | 67.40 | 95            | 99            | 99            | 20                | 125            | 129            | 131            | 8                 | 228   |
| 13                | Zhazira Zhapparkul (KAZ)          | A     | 68.51 | 100           | 107           | 107           | 15                | 121            | 126            | 128            | 9                 | 228   |
| 14                | Ewa Mizdal (POL)                  | A     | 68.63 | 97            | 100           | 100           | 17                | 124            | 128            | 128            | 10                | 228   |
| 15                | Marie-Ève Beauchemin-Nadeau (CAN) | B     | 68.87 | 97            | 100           | 100           | 19                | 125            | 128            | 131            | 11                | 228   |
| 16                | Esmat Mansour (EGY)               | A     | 67.95 | 100           | 105           | 105           | 13                | 122            | 127            | 129            | 13                | 227   |
| 17                | Eszter Krutzler (HUN)             | B     | 68.24 | 99            | 102           | 102           | 10                | 120            | 124            | 129            | 16                | 226   |
| 18                | Iana Ierko (UKR)                  | B     | 68.59 | 101           | 105           | 105           | 11                | 121            | 127            | 127            | 18                | 222   |
| 19                | Cinthya Domínguez (MEX)           | B     | 68.63 | 100           | 100           | 101           | 16                | 120            | 123            | 123            | 20                | 220   |
| 20                | Aremi Fuentes (MEX)               | C     | 68.06 | 92            | 95            | 97            | 24                | 115            | 120            | 123            | 19                | 215   |
| 21                | Sheila Ramos (ESP)                | C     | 68.45 | 90            | 95            | 97            | 21                | 112            | 117            | 120            | 21                | 214   |
| 22                | Monika Devi (IND)                 | B     | 68.60 | 92            | 95            | 95            | 25                | 117            | 117            | 120            | 22                | 212   |
| 23                | Rosa Tenorio (ECU)                | C     | 68.30 | 93            | 93            | 96            | 23                | 110            | 115            | 118            | 25                | 211   |
| 24                | Ayano Tani (JPN)                  | B     | 68.63 | 92            | 95            | 98            | 26                | 113            | 116            | 120            | 23                | 211   |
| 25                | Marie-Josée Arès-Pilon (CAN)      | C     | 67.32 | 90            | 92            | 94            | 27                | 110            | 110            | 112            | 26                | 206   |
| 26                | Janet Georges (SEY)               | C     | 68.00 | 92            | 96            | 96            | 22                | 110            | 110            | 115            | 28                | 206   |
| 27                | Danica Rue (USA)                  | C     | 68.27 | 87            | 87            | 90            | 30                | 110            | 115            | 120            | 24                | 202   |
| 28                | Anett Goppold (GER)               | C     | 68.46 | 88            | 90            | 90            | 29                | 106            | 109            | 112            | 27                | 200   |
| 29                | Natasha Perdue (GBR)              | C     | 68.11 | 88            | 88            | 93            | 28                | 110            | 110            | 110            | 29                | 198   |
| 30                | Liliane Menezes (BRA)             | C     | 68.42 | 85            | 90            | 90            | 32                | 105            | 109            | 112            | 30                | 194   |
| 31                | Annika Berntsson (SWE)            | C     | 68.59 | 83            | 86            | 88            | 31                | 102            | 102            | 102            | 31                | 188   |
| 32                | Hapilyn Iro (SOL)                 | C     | 67.65 | 72            | 77            | 80            | 33                | 92             | 98             | 98             | 32                | 178   |
| —                 | Gaëlle Nayo-Ketchanke (CMR)       | A     | 68.34 | 100           | 103           | 103           | 14                | —              | —              | —              | —                 | —     |
| —                 | Meline Daluzyan (ARM)             | A     | 68.83 | 116           | 116           | 116           | —                 | —              | —              | —              | —                 | —     |